# Новый Батако
Но́вый Батако́ (осет. Ног Бæтæхъойыхъæу) — село в Правобережном районе Республики Северная Осетия — Алания.
Административный центр муниципального образования «Новобатакоевское сельское поселение».

## География
Селение расположено на правом берегу реки Терек, напротив районного центра — Беслан, в 28 км к северо-западу от Владикавказа. Территория сельского поселения составляет — 700,9 га, в том числе приусадебный фонд — 171,4 га.
Граничит с землями населённых пунктов: Хумалаг на северо-западе, Зильги на северо-востоке и Беслан на востоке и юге.

## История
В 1918 году осетинское село Старый Батакоюрт было полностью разгромлено и сожжено экстремистами. В 1920 году решением Окружного ревкома беженцам выделили землю недалеко от Беслана в местечке Джантохов-Ларс. Село было основано в 1921 году, на левом берегу реки Камбилеевка, частью жителей села Старый Батакоюрт, изгнанных оттуда реакционными силами на заре Советской власти.
Образованное село получило название Новый Батакоюрт. В нём первоначально поселились 280 дворов, среди которых были семьи: Ватаевых, Кудзаевых, Тотровых, Ходовых, Короевых, Дзугутовых, Дзуцевых, Дзитиевых, Кубаловых, Фидаровых, Джибиловых, Браевых, Хумаровых, Бигаевых, Тараевых, Джелиевых, Бзаровых, Кадиевых, Аликовых, Андиевых, Чипировых, Дамзовых, Арчиновых, Дзиовых, Беркаевых, Караевых, Дзестеловых, Хубуловых и др.
В 1924 году был построен 4-километровый канал из Терека. В советское время в селе располагался колхоз «Бесланский». В 1988 году была сооружена скважина, которая полностью решила проблему водоснабжения.
В 1996 году постановлением Правительства РСО село Новый Батакоюрт переименовано в Новый Батако.
В 2023 году жители Нового Батако отпраздновали 100-летие села. Праздничные мероприятия проходили 17 сентября. Для жителей и гостей были организованы многочисленные развлечения в виде спортивных состязаний, такие как: метание из лука, армрестлинг, перетягивание каната и другие. Также были подготовлены площадки с народными промыслами: плетение алдын-быд, чеканка монет в стилистике мероприятия, мастер-класс по гончарному ремеслу, лепке из глины и росписи национальных кукол. Для самых маленьких гостей празднования весь день работала зона детской анимации, кроме того, детям раздавали попкорн и мороженое.

## Население
| 2002  | 2010  | 2011  | 2012  | 2013  | 2014  | 2015  |
| ----- | ----- | ----- | ----- | ----- | ----- | ----- |
| 2823  | ↗3011 | ↘3005 | ↗3016 | ↗3027 | ↗3047 | ↘3031 |
| 2016  | 2017  | 2018  | 2019  | 2020  | 2021  | 2023  |
| ↗3065 | ↘3062 | ↘3048 | ↗3073 | ↗3124 | ↘2986 | ↗2994 |
| 2024  | 2025  |       |       |       |       |       |
| ↗3000 | ↘2996 |       |       |       |       |       |

Национальный состав
По данным Всероссийской переписи населения 2010 года:
| № | Национальность | Численность, чел. | Доля   |
| - | -------------- | ----------------- | ------ |
| 1 | осетины        | 2903              | 96,4 % |
| 2 | русские        | 32                | 1,1 %  |
| 3 | другие         | 76                | 2,5 %  |

## Инфраструктура
- Сельская администрация
- Средняя школа
- Детский сад
- Дом культуры
- Отделение Почты России

## Улицы
| - К. Ходова - Ворошилова - Плиева - Коста Хетагурова - Фидарова - Чипирова | - Будённого - Карла Маркса - Бзарова - Ленина - Железнодорожная - Б. Ватаева |

## Известные жители
- Ходов Камал Хазбиевич[источник не указан 1029 дней] — народный поэт Северной Осетии.
- Ватаев Бимболат Заурбекович — актёр, народный артист России.